# Cratere Ruwais
Ruwais è un cratere sulla superficie di Marte.